# Les liaisons dangereuses
Les liaisons dangereuses (As Ligações Perigosas), romance epistolar do século XVIII, da autoria de Choderlos de Laclos e publicado em 1782. A obra retrata as relações de um grupo de aristocratas através das cartas trocadas entre si, na época imediatamente anterior à Revolução Francesa, — nobres ociosos e sem escrúpulos dedicam-se prazerosamente a destruir as reputações de seus pares. O enredo tem como foco o Visconde de Valmont e da Marquesa de Merteuil, que manipulam e humilham as restantes personagens através de intrigas e jogos de sedução.
Quando lançado, o livro foi considerado calunioso, pois tratava de outro modo a nobreza francesa, mostrando a história de personagens vis, sem as idealizações da literatura anterior. Mais do que uma crítica à nobreza francesa, o livro é considerado uma obra-prima do gênero, pois adentrou muito a fundo a mente dos personagens, mostrando seus temores, desejos e malícias. Muito peculiar é a maneira como o autor nas cartas conseguiu criar uma personalidade a cada personagem, visto primeiramente pela sua maneira de escrita, e posteriormente por suas atitudes.
No decorrer do livro, ficam claras as intenções manipulativas dos protagonistas, ao mesmo tempo retrata suas fraquezas, como o inesperado amor do Visconde de Valmont pela Madame de Tourvel; a carta que retrata a vida da Marquesa de Merteuil mostra os motivos pelos quais ela se tornou tão vil.

## Ligações no cinema
O romance foi adaptado para o cinema onze vezes, de acordo com a relação constante do The Internet Movie Database (IMDb), maior base de dados do cinema da rede internacional de computadores. O enredo eivado de intrigas atrai cinéfilos do mundo inteiro desde que o cineasta francês Roger Vadim realizou a primeira e a mais conhecida versão do romance de Choderlos de Laclos para o cinema, em 1959, sob o título "Les Liaisons Dangereuses".
A versão de Vadim, adaptada pelo roteirista Claude Brulé, tinha um elenco de grandes estrelas do cinema francês: Jeanne Moreau (Juliette de Merteuil), Gérard Philipe (Vicomte de Valmont), Annette Vadim (Marianne Tourvel), Jean-Louis Trintignant (Danceny) e Simone Renant (Mme. Volanges).
Mais recentemente Stephen Frears (Dangerous Liaisons), em 1988, e Milos Forman, em 1989, realizam novas versões cronologicamente muito próximas uma da outra (menos de um ano), o que é raro no cinema
A versão do britânico Frears, estrelada por Glenn Close e John Malkovich, vencedora de três Oscars (roteiro adaptado, direção de arte e figurinos), foi adaptado da peça de Christopher Hampton.  Além de Close (Marquise Isabelle de Merteuil) e Malkovich (Vicomte Sébastien de Valmont), a fita tem no elenco outros grandes astros e estrelas do cinema internacional, como Michelle Pfeiffer (Madame Marie de Tourvel), Swoosie Kurtz (Madame de Volanges), Keanu Reeves (Le Chevalier Raphael Danceny), Uma Thurman (Cécile de Volanges), Valerie Gogan e Paulo Abel do Nascimento (Castrato).
Considerada mais apimentada que a versão de Frears, a adaptação do diretor tchecoslovaco Milos Forman recebeu o título de Valmont,  e tem elenco  encabeçado por Colin Firth ("Valmont"), Annette Bening (Merteuil), Meg Tilly (Tourvel), Fairuza Balk (Cecile) e Jeffrey Jones (Gercourt). A fita de Forman não tem a mesma sofisticação da abordagem de Frears, mas ganha em agilidade e sensualidade, graças ao seu elenco mais jovem.
Em 1999, o roteirista Roger Kumble estreou na direção realizando uma nova versão da história, com o título de “Segundas Intenções” (Cruel Intentions), com Sarah Michelle Gellar (Kathryn Merteuil), Ryan Phillippe (Sebastian Valmont), Reese Witherspoon (Annette Hargrove), Sean Patrick Thomas (Ronald Clifford) e Selma Blair (Cecile Caldwell) encabeçando o elenco. Kumble transportou a ação de “Ligações Perigosas” para a Nova York da década de 1990, carregando-a de perfídia e sensualidade, não esquecendo de colocar situações de homossexualidade (feminino e masculino). Um erro comum é dizer que o filme também faz alusão ao incesto, uma vez que os personagens de Sarah Michelle Gellar e Ryan Philippe são "irmãos". Na verdade o pai do personagem de Philippe é casado com a mãe do personagem de Gellar, sendo assim, eles não são irmãos de sangue.

## Ligações Perigosas na Televisão Brasileira
A Globo produziu entre 5 de janeiro a 15 de janeiro de 2016, num total de 10 episódios, uma minissérie inspirada neste clássico. Com autoria de Manuela Dias, recebeu o clássico nome Ligações Perigosas (minissérie) no elenco primordial a Marquesa de Merteuil foi interpretada pela renomada atriz Patricia Pillar e o Visconde de Valmont pelo ator Selton Mello, a jovem Cecília foi interpretada por Alice Wegmann e Mdm. Presidente por Marjorie Estiano, ainda contando com Aracy Balabanian. 
A minissérie retratou com mais detalhes os acontecimentos dentro do livro em questão, se tornando um marco para a então emissora e tendo bons índices de audiência. 